# Universiteit Utrecht
Universiteit Utrecht er et nederlandsk universitet, der er beliggende i Utrecht. Det er et af de ældste universiteter i landet og med sine ca. 29.000 studerende et af Europas største. I flere rangeringer af universiteter er det placeret højt, bl.a. er det det 11. bedste i Europa.
Universitetet blev grundlagt i 1636.
Det består i dag af syv fakulteter: Humaniora, socialvidenskab, samfundsvidenskab, geovidenskab, medicin, veterinærmedicin og naturvidenskab.